# Ocupación alemana de Checoslovaquia
Después de la Anschluss de Alemania nazi y Austria en marzo de 1938, el siguiente objetivo del líder nazi Adolf Hitler era la anexión de Checoslovaquia. Su pretexto fueron las supuestas necesidades sufridas por las poblaciones germanas que habitaban las regiones fronterizas con Checoslovaquia en el norte y oeste, conocidas como los Sudetes. La incorporación de los territorios limítrofes checoslovacos a la Alemania nazi dejaría al resto del país incapaz de resistir a la posterior ocupación.

## Las demandas de autonomía de los Sudetes

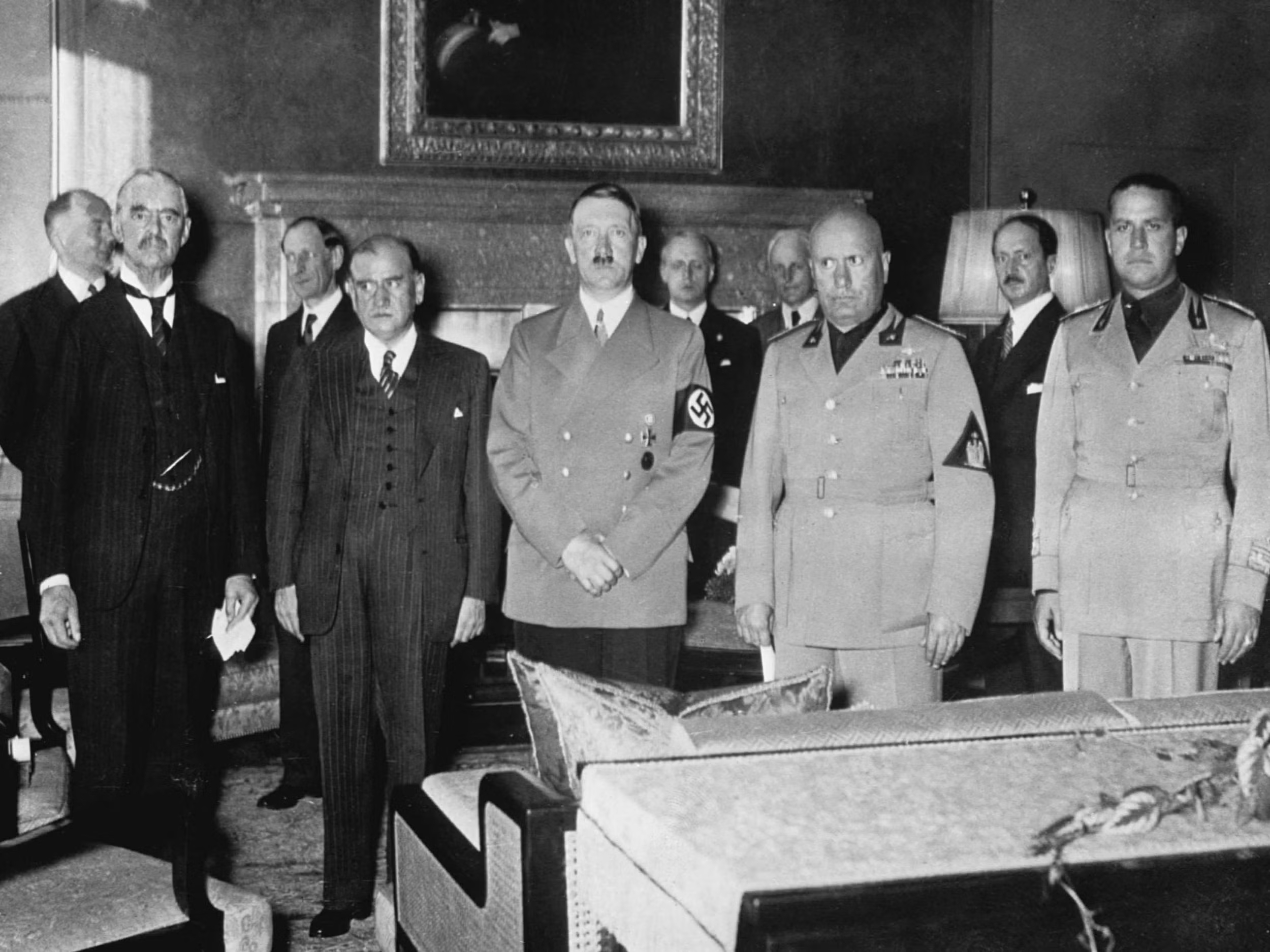
De izquierda a derecha: Chamberlain, Daladier, Hitler, Mussolini y el conde Ciano, fotografiados antes de firmar el Acuerdo de Múnich que concedió los Sudetes a Alemania.

El líder alemán de los Sudetes pronazi Konrad Henlein ofreció el Partido Alemán de los Sudetes (SDP) como agente para la campaña de Hitler. Henlein se reunió con el Führer en Berlín el 28 de marzo de 1938, donde fue instruido para presentar demandas inaceptables para el gobierno checoslovaco, liderado por el presidente Edvard Beneš. El 24 de abril, el SDP publicó los Decretos de Carlsbad, exigiendo la autonomía de los Sudetes y la libertad de profesar la ideología nazi. Si se accedía a las demandas de Henlein, los Sudetes podrían entonces alinearse con la Alemania nazi.

## El Acuerdo de Múnich

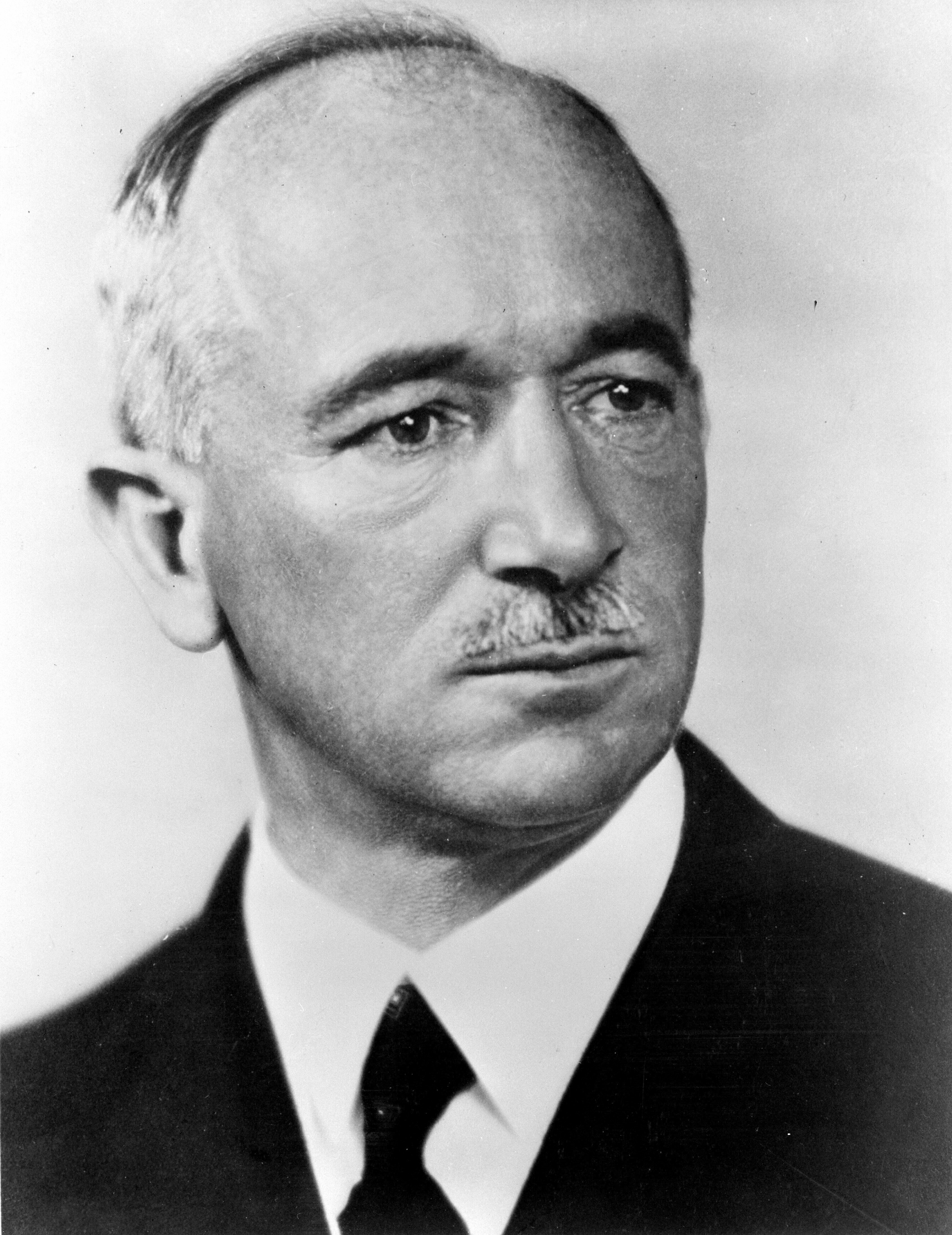
Edvard Beneš, el segundo Presidente de Checoslovaquia y líder del Gobierno checoslovaco en el exilio.

Como la reacción al Anschluss lo había demostrado, los gobiernos de Francia y el Reino Unido estaban decididos a evitar la guerra a cualquier precio. El gobierno francés, que no deseaba hacer frente a la Alemania nazi en solitario, siguió el ejemplo del gobierno británico y de su primer ministro Neville Chamberlain. Chamberlain creía que las quejas alemanas acerca de los Sudetes estaban justificadas y que las intenciones de Hitler estaban dentro de los límites razonables. Tanto Reino Unido como Francia, aconsejaron a Checoslovaquia ceder a las exigencias alemanas. Benes se resistió y el 20 de mayo una  movilización parcial se puso en marcha, en respuesta a la posible invasión alemana. Diez días más tarde, Hitler firmó una directiva secreta de guerra contra Checoslovaquia que comenzaría a más tardar el 1 de octubre.
Mientras tanto, el gobierno británico exigió que Beneš solicitase un mediador. Sin el deseo de romper los lazos de su gobierno con la Europa Occidental, Beneš aceptó de mala gana. El gobierno británico nombró a Lord Runciman y lo instruyeron para que persuadiera a Beneš a acordar un plan aceptable para la población alemana de los Sudetes. El 2 de septiembre , Beneš presentó el Cuarto Plan, concediendo casi todas las demandas de los Decretos de Carlsbad. Intentando obstaculizar la conciliación, sin embargo, el SDP se manifestó, hecho que provocó la actuación policial en Ostrava el 7 de septiembre. Los alemanes de los Sudetes rompieron las negociaciones el 13 de septiembre, tras lo cual siguieron la violencia y los disturbios. Mientras las tropas checoslovacas intentaban restaurar el orden, Henlein voló a Alemania y el 15 de septiembre emitió una proclama exigiendo la toma de los Sudetes por Alemania.
El mismo día, Hitler se reunió con Chamberlain y exigió la rápida adquisición de los Sudetes por el Tercer Reich bajo la amenaza de guerra. Los checos, afirmaba Hitler, estaban masacrando a los alemanes de los Sudetes. Chamberlain comunicó la demanda a los gobiernos británico y francés, y ambos aceptaron. El Gobierno checoslovaco se resistió, argumentando que la propuesta de Hitler arruinaría la economía de la nación y conduciría en última instancia al control de toda Checoslovaquia por los alemanes. El Reino Unido y Francia emitieron un ultimátum, comprometiendo a Francia en la defensa de Checoslovaquia si aceptaba. El 21 de septiembre, Checoslovaquia capituló. Al día siguiente, sin embargo, Hitler añadió nuevas exigencias, insistiendo en que las reivindicaciones de Polonia y el Reino de Hungría también deberían cumplirse.
La capitulación de Checoslovaquia precipitó un estallido de indignación nacional. En las manifestaciones y mítines, los checos y los eslovacos pidieron un gobierno militar fuerte para defender la integridad del Estado. Un nuevo gabinete, bajo las órdenes del General Jan Syrový, se instaló y el 23 de septiembre se emitió un decreto de movilización general. El ejército checoslovaco, moderno y poseedor de un excelente sistema de fortificaciones fronterizas, estaba dispuesto a luchar. La Unión Soviética anunció su voluntad de ayudar a Checoslovaquia. Benes, sin embargo, se negó a ir a la guerra sin el apoyo de las potencias occidentales.
El 28 de septiembre, Chamberlain hizo un llamamiento a Hitler para una conferencia. Hitler se reunió al día siguiente, en Múnich, con los jefes de los gobiernos de Francia, Reino de Italia y el Reino Unido. El gobierno checoslovaco no fue ni invitado ni consultado. El 29 de septiembre, el Acuerdo de Múnich fue firmado por Alemania, Italia, Francia y el Reino Unido. El gobierno checoslovaco capituló el 30 de septiembre y acordó respetar el Acuerdo de Múnich, que estipulaba que debía ceder el territorio checoslovaco de los Sudetes a Alemania. La ocupación alemana de los Sudetes se completaría el 10 de octubre. Una comisión internacional que representaba a Alemania, el Reino Unido, Francia, Italia y Checoslovaquia supervisaría un plebiscito para determinar la frontera final. El Reino Unido y Francia se comprometieron a participar en una garantía internacional de las nuevas fronteras contra la agresión no provocada. Alemania e Italia, sin embargo, no se unirían en la garantía hasta que los problemas de las minorías polaca y húngara se resolvieran.
El 5 de octubre, Beneš renunció como presidente de Checoslovaquia, dando cuenta de que la caída de Checoslovaquia fue fait accompli. Tras el estallido de la Segunda Guerra Mundial, formaría un Gobierno checoslovaco en el exilio en Londres.

## El primer arbitraje de Viena
A principios de noviembre de 1938, en virtud del primer arbitraje de Viena, que fue el resultado del acuerdo de Múnich, Checoslovaquia (y más tarde Eslovaquia) - después de que no había podido llegar a un acuerdo con el Reino de Hungría y Polonia - se vio obligado por Alemania e Italia a ceder el sur de Eslovaquia (un tercio del territorio de Eslovaquia) a Hungría, mientras que Polonia invadió Zaolzie poco después.
Como resultado, Bohemia, Moravia y Silesia perdieron alrededor del 38% de su superficie total en favor de Alemania, con alrededor de 3,2 millones de habitantes alemanes y 750 000 checos. Hungría, a su vez, recibió 11.882 kilómetros cuadrados en el sur de Eslovaquia y el sur de Rutenia; de acuerdo con un censo de 1941, alrededor del 86,5% de la población de este territorio era húngaro. Polonia adquirió la ciudad de Český Těšín y sus alrededores (unos 906 km², unos 250 000 habitantes, el 36 % polacos) y dos zonas fronterizas de menor importancia en el norte de Eslovaquia, más concretamente en las regiones de Spiš y Orava. (226 km², 4280 habitantes, solo 0,3% polacos).
Poco después de Múnich, 115 000 checos y 30 000 alemanes huyeron a lo que quedaba de Checoslovaquia. Según el Instituto de Ayuda al Refugiado, el número real de los refugiados a 1 de marzo de 1939 se situó en casi 150 000.
El 4 de diciembre de 1938 hubo elecciones en el Reichsgau Sudetes, en la que 97,32% de la población adulta votó a favor de NSDAP. Cerca de medio millón de alemanes los Sudetes se unieron al partido nazi, lo que representaba el 17,34% de la población alemana de los Sudetes (la participación promedio del NSDAP en la Alemania nazi fue de 7,85%). Esto significa que los Sudetes era la mayor región "pro-nazi" durante el Tercer Reich.  Debido a sus conocimientos de la lengua checa, muchos alemanes de los Sudetes fueron empleados en la administración del Protectorado de Bohemia y Moravia, así como en las organizaciones nazis (Gestapo, etc.) El más destacado fue Karl Hermann Frank: el general de las SS y Policía y secretario de Estado en el Protectorado.

## La Segunda República (octubre de 1938-marzo de 1939)
La República Checoslovaca, muy debilitada, se vio obligada a otorgar concesiones importantes. El comité ejecutivo de la República Eslovaca Partido Popular se reunió en Žilina, el 5 de octubre de 1938, y con la aquiescencia de todos los partidos eslovacos excepto los socialdemócratas formaron un gobierno autónomo bajo el eslovaco Jozef Tiso. Del mismo modo, las dos facciones principales en la Rutenia subcarpática, los rusófilos y los ucraniófilos, acordaron el establecimiento de un gobierno autónomo, que se constituyó el 8 de octubre de 1938. Como reflejo de la propagación de la moderna conciencia nacional de Ucrania, la facción pro-Ucrania, encabezada por Avhustyn Voloshyn, obtuvo el control del gobierno local y la Rutenia subcarpática fue renombrada Cárpatos-Ucrania. 

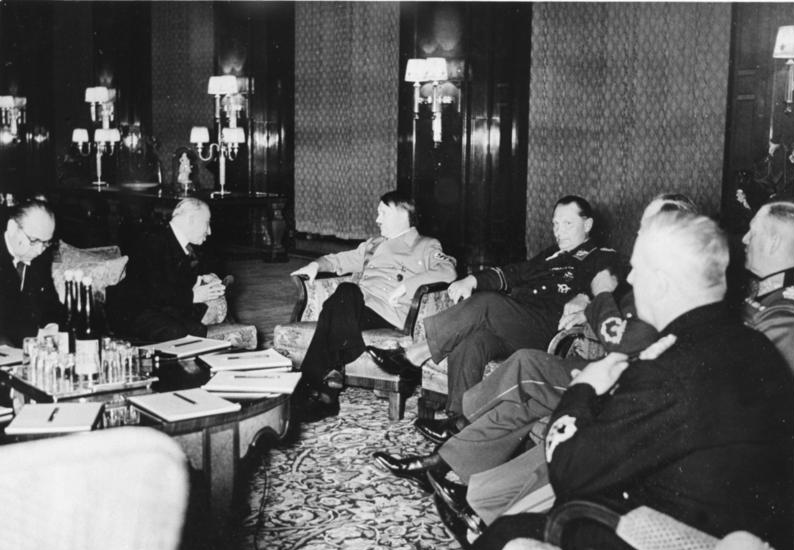
La reunión de Hácha, Hitler y Göring en Berlín, el 14/15 de marzo de 1939

En noviembre de 1938, Emil Hácha, que sucedió a Beneš, fue elegido presidente de la Segunda República federada, Checo-Eslovaquia formada por tres partes: Bohemia y Moravia, Eslovaquia, y Cárpatos-Ucrania. A falta de una frontera natural y al haber perdido su costoso sistema de fortificación de fronteras, el nuevo Estado era militarmente indefendible. En enero de 1939, las negociaciones entre Alemania y Polonia se rompieron. Hitler, empeñado en la guerra contra Polonia, consideraba necesario eliminar Checoslovaquia en primer lugar. Se planeó una invasión alemana de Bohemia y Moravia para la mañana del 15 de marzo. En el ínterín, negoció con el Partido Popular Eslovaco y con Hungría para preparar la desmembración de la República antes de la invasión. El 13 de marzo, invitó a Tiso a Berlín y el 14 de marzo, la Dieta eslovaca, convocada, por unanimidad declaró la independencia de Eslovaquia. Cárpatos-Ucrania declaró su independencia, las tropas húngaras ocuparon el 15 de marzo el este de Eslovaquia. Hitler convocó al Presidente Hacha a Berlín y durante las primeras horas del 15 de marzo, informó a Hacha de la inminente invasión alemana. Amenazó con un ataque de la Lutfwaffe sobre Praga, Hitler convenció a Hácha de la capitulación del ejército checoslovaco. Hácha sufrió un ataque cardíaco durante la reunión, y tuvo que ser atendido por el personal médico, para finalmente ceder y aceptar los términos de rendición de Hitler. Luego, en la mañana del 15 de marzo, las tropas alemanas entraron en Bohemia y Moravia, sin encontrar resistencia. La invasión por parte de Hungría de Cárpatos-Ucrania si encontró resistencia, pero el ejército checoslovaco fue rápidamente aplastado. El 16 de marzo, Hitler fue a Checoslovaquia y desde el Castillo de Praga de Bohemia y Moravia, proclamó un protectorado alemán (Protectorado de Bohemia y Moravia). 
Por lo tanto, la Checoslovaquia independiente, se derrumbó a raíz de la agresión extranjera y las tensiones internas. Posteriormente, la Checoslovaquia de entreguerras fue idealizada por sus proponentes como el único bastión de la democracia rodeada por los regímenes autoritarios y fascistas. También ha sido condenado por sus detractores como una creación artificial e inviable de los intelectuales con el apoyo de las grandes potencias. Ambas opiniones tienen alguna validez. La Checoslovaquia de entreguerras estaba formada por tierras y pueblos que estaban lejos de estar integrados en un moderno Estado-nación. Por otra parte, los checos dominantes, que habían sufrido la discriminación política en el marco de los Habsburgo, no fueron capaces de hacer frente a las demandas de otras nacionalidades. Sin embargo hay que reconocer que algunas de las demandas de las minorías se utilizaron como meros pretextos para justificar la intervención de la Alemania nazi. Teniendo en cuenta que Checoslovaquia fue capaz de mantener una economía viable y un sistema político democrático en tales circunstancias fue realmente un logro notable durante el período de entreguerras.

## Segunda Guerra Mundial

### División de Checoslovaquia
Durante la Segunda Guerra Mundial, Checoslovaquia dejó de existir y se dividió en el Protectorado de Bohemia y Moravia del Tercer Reich y la recientemente declarada República Eslovaca, con rodajas pequeñas (por ejemplo, Teschen) a Polonia y Hungría.
Checoslovaquia era un importante fabricante de armamento: ametralladoras, tanques y artillería, la mayoría de los cuales eran ensamblados en la fábrica de Škoda y había un ejército moderno de 35 divisiones. Muchas de estas fábricas continuaron produciendo diseños checos hasta que las fábricas se reconvirtieron para producir los diseños alemanes. En Checoslovaquia también había otras empresas de fabricación importantes. Todo el acero y fábricas de productos químicos se trasladaron de Checoslovaquia y se volvieron a montar en Linz, Austria, que por cierto sigue siendo un sector muy industrializado del país.

### La resistencia checa
Benes, el líder del gobierno checoslovaco en el exilio, junto con František Moravec, jefe de la inteligencia militar de Checoslovaquia, organizaron y coordinaron una red de resistencia. Hácha, el primer ministro Eliáš, y la resistencia checa reconoció el liderazgo de Benes. La colaboración activa entre Londres y el frente de Checoslovaquia se mantuvo durante los años de guerra. El evento más importante de la resistencia fue la Operación Antropoide, el asesinato de Reinhard Heydrich, asistente del líder de las SS Heinrich Himmler y el entonces protector de Bohemia y Moravia. Enfurecido, Hitler ordenó la detención y ejecución de 10 000 seleccionados al azar, pero, después de las consultas, redujo su respuesta. Más de 10 000 fueron detenidos y al menos 1300 ejecutados. El asesinato dio lugar a una de las represalias más conocidas de la guerra. Los pueblos de Lídice y Ležáky fueron completamente destruidos por los nazis, todos los hombres mayores de 16 años de edad de la aldea fueron asesinados y el resto de la población fue enviado a campos de concentración nazis, donde muchas mujeres y casi todos los niños fueron asesinados.
La resistencia checa estaba compuesta por cuatro grupos principales:
- El comando del Ejército en coordinación con una multitud de agrupaciones espontáneas para formar la Defensa de la Nación (Obrana národa, ON) con sucursales en el Reino Unido y Francia,.
- Colaboradores de Benes, dirigidos por Prokop Drtina, creó el Centro Político (Politické ústředí, PÚ). El PU fue casi destruido por las detenciones en noviembre de 1939, después de que los políticos jóvenes tomaron el control.
- Los socialdemócratas y los intelectuales de izquierda, en asociación con grupos como los sindicatos y las instituciones educativas, constituyen el Comité de la Petición Seguimos Fieles (Petiční výbor Věrni zůstaneme, PVVZ).
- El Partido Comunista de Checoslovaquia (KSC) fue el cuarto grupo de resistencia importante. El KSC ha sido uno de los más de veinte partidos políticos en la Primera República democrática, pero nunca había obtenido votos suficientes para desestabilizar el gobierno democrático. Después de que el Acuerdo de Múnich el liderazgo de la KSČ se trasladó a Moscú y el partido pasó a la clandestinidad. Hasta 1943, sin embargo, la resistencia del KSČ fue débil. El Pacto de no agresión nazi-soviético en 1939 había abandonado el KSC en desorden. Pero siempre fiel a la línea soviética, el KSČ comenzó una lucha más activa contra los alemanes después de  ataque de Alemania a la Unión Soviética en junio de 1941.

Miles de soldados checos combatieron junto a los británicos durante la guerra en áreas como el norte de África y Palestina.
Los grupos democráticos —ON, PÚ y PVVZ— se unieron a principios de 1940 y formaron el Comité Central de la Resistencia Local (Ústřední výbor odboje domácího, ÚVOD). Participan principalmente en la recopilación de inteligencia, la Úvod colaboró con una organización de inteligencia soviético en Praga. A raíz de la invasión nazi de la Unión Soviética en junio de 1941, los grupos democráticos trataron de crear un frente unido, que incluya la KSČ. El nombramiento de Heydrich en el otoño frustró estos esfuerzos. A mediados de 1942, los nazis habían logrado el exterminio de los elementos más experimentados de las fuerzas de la resistencia checa. 
Las fuerzas checas se reagruparon en 1942 y 1943. El Consejo de los Tres (R3), en la que los comunistas clandestinos también estuvieron representados, surgió como el punto focal de la resistencia. El R3 dispuesta a ayudar a los ejércitos libertadores de los Estados Unidos y la Unión Soviética. En cooperación con las unidades partidistas del Ejército Rojo, la R3 desarrolló una estructura de guerrilla. 
La actividad guerrillera se intensificó después de la formación de un gobierno provisional de Checoslovaquia en Košice el 4 de abril de 1945. Los comités nacionales se hicieron cargo de la administración de las ciudades como de la expulsión de los alemanes. Más de 4.850 comités se formaron entre 1944 y el final de la guerra, bajo la supervisión del Ejército Rojo. El 5 de mayo un levantamiento nacional comenzó de forma espontánea en Praga, y el recién formado Consejo Nacional Checo (Česká národní rada) de inmediato asumió el liderazgo de la revuelta. Se levantaron más de 1600 barricadas en toda la ciudad, y unos 30 000 hombres y mujeres checos lucharon durante tres días en contra de 37 000 a 40 000 tropas alemanas, apoyadas por tanques y artillería. El 8 de mayo, la Wehrmacht capituló; las tropas soviéticas llegaron el 9 de mayo.

### Levantamiento Nacional Eslovaco
El Levantamiento Nacional Eslovaco (o "Levantamiento de 1944") fue una lucha armada entre las tropas de la Wehrmacht y las fuerzas rebeldes de Eslovaquia al final de la Segunda Guerra Mundial, de agosto a octubre de 1944. El epicentro estuvo ubicado en Banská Bystrica. 
El rebelde Ejército de Eslovaquia, creado para luchar contra los alemanes, tenía aproximadamente 18 000 soldados al comienzo en agosto, un total que aumentó a 47 000 después de la movilización del 9 de septiembre de 1944, y posteriormente a 60 000, más 20 000 partidarios. Sin embargo, a finales de agosto, las tropas alemanas fueron capaces de desarmar al Ejército de Eslovaquia oriental, que era el mejor equipado, y lograr una disminución muy significativa del poder del ejército eslovaco. Muchos miembros de estas fuerzas fueron enviados a campos de concentración en el Tercer Reich, mientras que otros escaparon y se unieron a las unidades partidistas o regresaron a casa.
Los eslovacos fueron ayudados en el levantamiento de los soldados y partidarios de la Unión Soviética, Francia, República Checa y Polonia. En total, 32 países participaron en el levantamiento.

### Gobierno checoslovaco en el exilio
Edvard Beneš dimitió como presidente de la Primera República Checoslovaca el 5 de octubre de 1938, tras el golpe de Estado nazi. En Londres, él y otros exiliados checoslovacos organizaron un gobierno en el exilio y negociaron para obtener el reconocimiento internacional para el gobierno y la renuncia del Acuerdo de Múnich y sus consecuencias. Después de la Segunda Guerra Mundial un comité nacional de Checoslovaquia se constituyó en Francia, y bajo la presidencia de Benes solicitaron el reconocimiento internacional como el gobierno en el exilio de Checoslovaquia. Este intento condujo a algunos éxitos menores, como el tratado franco-checoslovaco del 2 de octubre de 1939, que permitió la reconstitución del ejército checoslovaco en el territorio francés, pero aún no se pudo lograr el reconocimiento pleno. (El ejército checoslovaco en Francia se estableció el 24 de enero de 1940 y unidades de su 1.ª División de Infantería participaron en las últimas etapas de la Batalla de Francia, al igual que algunos pilotos de combate de Checoslovaquia en varios escuadrones de caza de Francia.)
Beneš esperaba una restauración del Estado checoslovaco en su formato pre-Múnich después de la victoria de los aliados, pero fue una falsa esperanza. El gobierno en el exilio, con Beneš como presidente de la República, se creó en junio de 1940 en el exilio en el Reino Unido en Londres, con el presidente residiendo en Aston Abbotts. El 18 de julio de 1940 fue reconocido por el gobierno británico. Discretamente, la Unión Soviética (en el verano de 1941) y los Estados Unidos (en invierno) reconocieron el gobierno en el exilio. En 1942, el repudio aliado del Pacto de Múnich estableció la continuidad política y jurídica de la Primera República y el reconocimiento de jure de la presidencia de facto de Beneš. El éxito de la Operación Antropoide, que dio lugar a la resistencia de los trabajadores apoyados por los británicos y al asesinato de uno de los principales secuaces de Hitler el 27 de mayo, bajo la influencia de los Aliados en este repudio.
El Acuerdo de Múnich había sido provocado por las actividades subversivas de los alemanes de los Sudetes. Durante los últimos años de la guerra, Beneš trabajó para resolver el problema de la minoría alemana y recibió el consentimiento de los Aliados para una solución basada en una transferencia en la posguerra de la población alemana de los Sudetes. La Primera República se había comprometido a una política occidental en los asuntos exteriores. El Acuerdo de Múnich fue el resultado. Beneš estaba decidido a fortalecer la seguridad de Checoslovaquia contra la futura agresión alemana a través de alianzas con Polonia y la Unión Soviética. La Unión Soviética, sin embargo, se opuso a un compromiso tripartito polaco-checo-soviético. En diciembre de 1943, el gobierno de Benes firmó un tratado solo con los soviéticos.
El interés en Beneš de mantener relaciones amistosas con la Unión Soviética fue también motivado por su deseo de evitar el incentivo soviético de un golpe de Estado comunista en Checoslovaquia después de la guerra. Beneš trabajó para traer exiliados comunistas checoslovacos desde el Reino Unido en cooperación con su gobierno, ofreciendo concesiones de largo alcance, incluyendo la nacionalización de la industria pesada y la creación de comités locales del pueblo a fin de la guerra. En marzo de 1945, dio puestos clave del gabinete a los exiliados de Checoslovaquia comunista en Moscú.

## Fin de la guerra

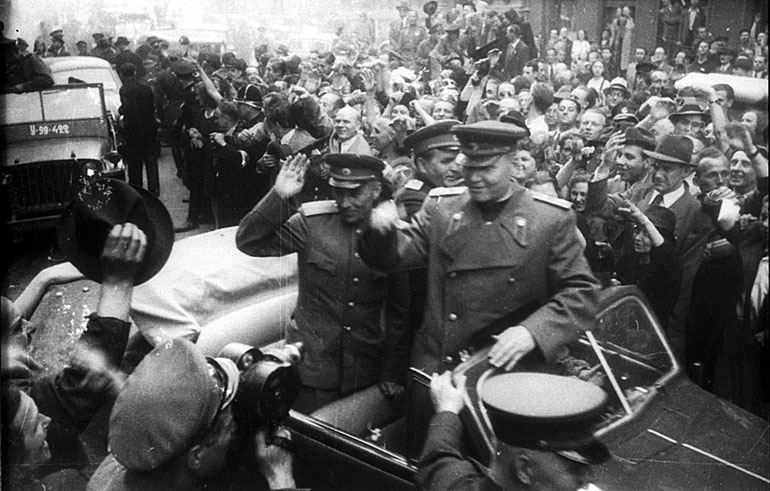
Residentes de Praga saludan al Mariscal de la Unión Soviética Iván Kónev.

El 8 de mayo de 1944, Benes firmó un acuerdo con los dirigentes soviéticos que se estipula que el territorio checoslovaco liberados por los ejércitos soviéticos se puso bajo control civil checoslovaco.
El 21 de septiembre, las tropas de Checoslovaquia se formó en la Unión Soviética liberó a la aldea Kalinov, la solución liberado primero de Checoslovaquia, cerca del paso de Dukla en el noroeste de Eslovaquia. Checoslovaquia fue liberada por las tropas soviéticas en su mayoría (el Ejército Rojo), apoyado por la resistencia checa y eslovaca, desde el este hacia el oeste, suroeste de Bohemia solo fue liberado por otras tropas aliadas desde el oeste. A excepción de las brutalidades de la ocupación alemana de Bohemia y Moravia (después de agosto de 1944 Levantamiento Nacional Eslovaco también en Eslovaquia), Checoslovaquia sufrió relativamente poco por la guerra.
Un gobierno provisional de Checoslovaquia fue establecido por los soviéticos en la ciudad eslovaca oriental de Kosice, el 4 de abril de 1945. "Los comités nacionales" (supervisado por el Ejército Rojo) se hizo cargo de la administración de las ciudades como la expulsión de los alemanes. Bratislava fue tomada por los soviéticos el 4 de abril. Praga fue tomada el 9 de mayo por las tropas soviéticas durante la Batalla de Praga. Cuando los soviéticos llegaron, Praga ya estaba en un estado general de confusión debido al Levantamiento de Praga. Tropas soviéticas y otras tropas aliadas se retiraron de Checoslovaquia ese mismo año.
Se estima que alrededor de 345 000 muertes por la Segunda Guerra Mundial fueron de Checoslovaquia, 277 000 de ellos judíos. Al menos 144 000 soldados soviéticos dieron su vida por la liberación de Checoslovaquia.

### Anexión de Rutenia subcarpática por la Unión Soviética
En octubre de 1944, la Rutenia subcarpática fue tomada por los soviéticos. Una delegación de Checoslovaquia en virtud de František Němec fue enviada a la zona. La delegación fue para movilizar a la población local liberada para formar un ejército checoslovaco y para prepararse para las elecciones en cooperación con los comités nacionales de reciente creación. La lealtad a un Estado de Checoslovaquia era tenue en Rutenia. Proclamación de Benes de abril de 1944 excluyen ex colaboracionistas húngaros, alemanes y los seguidores Rutenios Rusófilos de Andrej Brody y del Partido Fencik (que había colaborado con los húngaros) de la participación política. Esto equivale a aproximadamente un tercio de la población. Otro tercio era comunista, dejando a un tercio de la población presuntamente simpatizantes de la República Checoslovaca. 
A su llegada a la Rutenia subcarpática, la delegación de Checoslovaquia estableció su cuartel general en Khust y el 30 de octubre emitió una proclama de movilización. Las fuerzas militares soviéticas impidieron tanto la impresión y la publicación de la proclamación de Checoslovaquia y en su lugar procedieron a organizar a la población local. Las protestas del gobierno de Benes no fueron escuchadas. Las actividades soviéticas han liderado gran parte de la población local para creer que la anexión soviética era inminente. A la delegación de Checoslovaquia también le fue imposible establecer una relación de cooperación con los comités locales nacionales promovidos por los soviéticos. El 19 de noviembre, los comunistas, reunidos en Mukachevo, emitieron una resolución para solicitar la separación de la Rutenia subcarpática de Checoslovaquia y la incorporación a la República Socialista Soviética de Ucrania. El 26 de noviembre, el Congreso de los Comités Nacionales aceptó por unanimidad la resolución de los comunistas. El Congreso eligió el Consejo Nacional y dio instrucciones para que se envíe una delegación a Moscú para discutir la unión. La delegación de Checoslovaquia le pidió que abandonara la Rutenia subcarpática. Las negociaciones entre el gobierno checoslovaco y Moscú siguieron. Tanto los comunistas checos y eslovacos alentaron a Beneš a ceder la Rutenia subcarpática. La Unión Soviética accedió a aplazar la anexión hasta el período de posguerra para evitar comprometer la política de Benes, basado en las fronteras anteriores a Múnich. 
El tratado de cesión de Rutenia a la Unión de Repúblicas Socialistas Soviéticas fue firmado en junio de 1945.  Los checos y eslovacos que vivían en Rutenia subcarpática y a los rutenos (rusinos) que vivían en Checoslovaquia tuvieron que optar por la ciudadanía checoslovaca o soviética.

### Expulsión de alemanes de Checoslovaquia

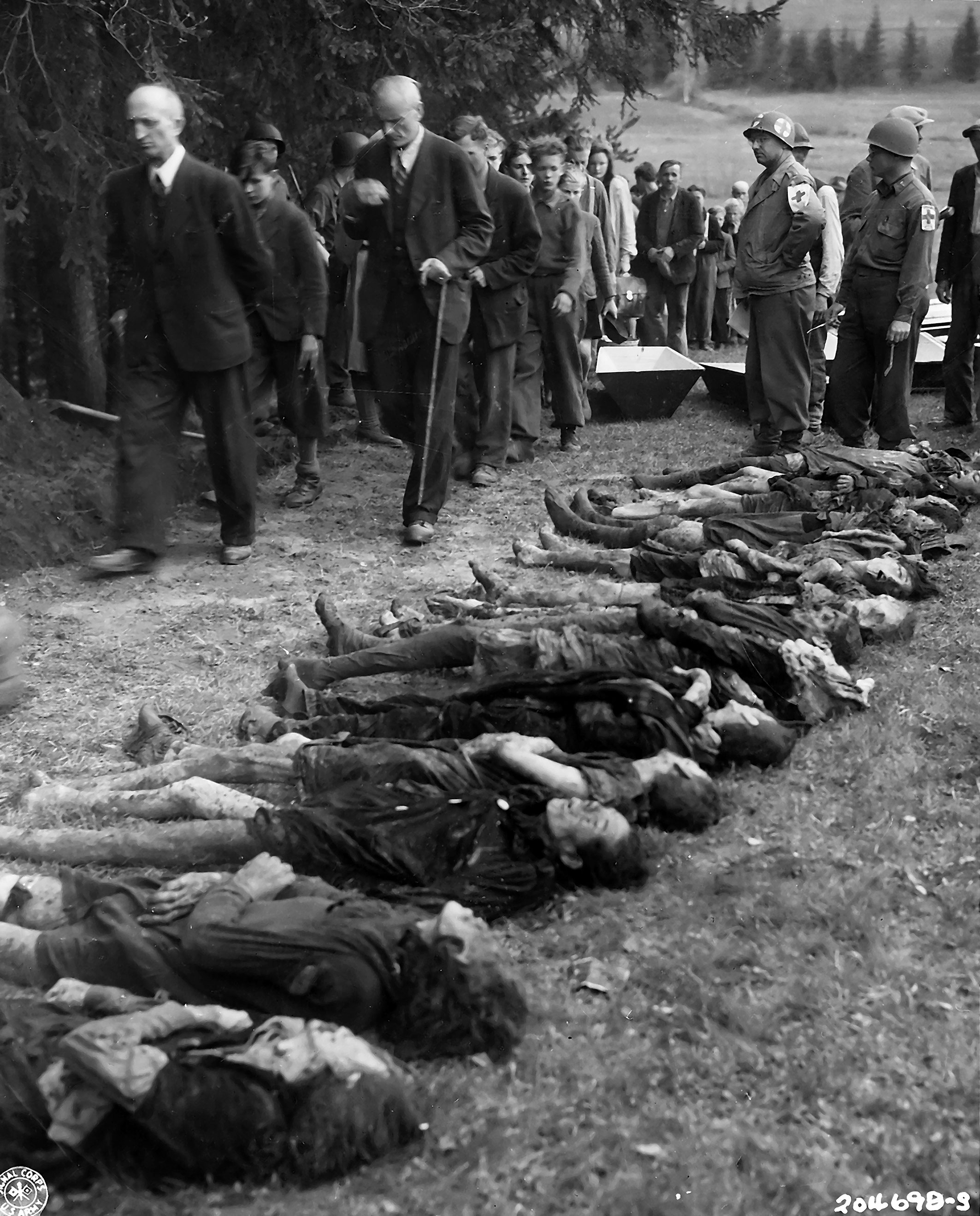
Alemanes de los Sudetes son forzados a caminar frente a los cuerpos de 30 mujeres judías condenadas a muerte por inanición por las tropas SS alemanas

Territorios checos con 50% o más de población alemana antes de 1945

El gobierno checoslovaco de la coalición Frente Nacional, formado en Košice en abril de 1945, emitió los decretos que determinan la expulsión de todos los alemanes de los Sudetes, con la excepción de aquellos que habían demostrado lealtad a la República. Las propiedades alemanas fueron confiscadas sin compensación.
En mayo de 1945 las tropas checas tomaron posesión de la frontera. Se estableció una comisión administrativa checoslovaca compuesta exclusivamente por checos.
Los alemanes de los Sudetes fueron sometidos a medidas restrictivas y constreñidos a trabajos forzados y en algunas zonas para llevar un N blanca (por Němec, ‘alemán’ en checo) en sus ropas. Los actos individuales de crímenes de guerra contra los alemanes, como la violación y el asesinato y la expulsión abrupta en condiciones muy duras caracteriza las secuelas de la guerra. Sin embargo, el 15 de junio, Beneš llamó a las autoridades checoeslovacas al orden. En julio, los representantes de Checoeslovaquia presentaron en la Conferencia de Potsdam (los Estados Unidos, Reino Unido y la Unión Soviética)  planes para una "transferencia humana y ordenada" de la población alemana de los Sudetes.  En verdad, esta "transferencia" resultó ser una limpieza étnica a gran escala
Hubo sustanciales excepciones a la expulsión que aplicaban a alrededor de 244 000 alemanes étnicos a los que se les permitió permanecer en Checososlovaquia.
Los siguientes grupos de alemanes étnicos no fueron deportados:
- antifascistas
- personas cruciales para las industrias
- aquellos casados con checos étnicos

Se estima que entre 700 000 y 800 000 alemanes fueron afectados por las expulsiones entre mayo y agosto de 1945. Las expulsiones fueron alentadas por los políticos checoeslovacos y generalmente fueron llevadas a cabo por orden de las autoridades locales, principalmente por grupos de voluntarios armados. Sin embargo, en algunos casos fue iniciada o ejecutada mediante la asistencia del ejército regular.
De acuerdo a la Conferencia de Potsdam la expulsión procedió a partir del 25 de enero de 1946 hasta octubre de ese año. La limpieza étnica y los pogrom contra los alemanes, independientemente de su culpa personal, comenzó en mayo de 1945.
Un estimado de 1,6 millones de alemanes étnicos fueron deportados a la zona americana, la que después se convertiría en la República Federal Alemana o Alemania Occidental. Un estimado de 800 000 fueron deportados a la zona soviética (que se convertiría en la República Democrática Alemana o Alemania del Este). Varios miles murieron violentamente durante la expulsión y muchos más murieron de hambre y enfermedades como consecuencia. Estos fallecimientos incluyen muertes violentas y suicidios, muertes en "campos de internación" y por causas naturales. La comisión conjunta de historiadores alemana-checa estableció en 1996 las siguientes  cifras: Las muertes causadas por violencia y condiciones anormales de vida suman aproximadamente 10 000 personas asesinadas. Otras 5000 a 6000 personas murieron por razones no especificadas relacionadas con la expulsión, sumando el total de víctimas de la expulsión entre 15 000 y 16 000 (esto excluye suicidios, lo que agrega un número adiconal de  aproximadamente de 3.400 casos).
Un número desconocido de ellos fueron asesinados en la Masacre en Postelberg, la Masacre en Aussig y la Marcha de la muerte de Brünn; el excomisionado de las Naciones Unidas para los Derechos Humanos, Alfred de Zayas, estima que el número de civiles alemanes asesinados por los partisanos checos y el Ejército Rojo en 300 000. Muchos de estos crímenes no fueron "venganza espontánea", pero se calcula que fueron acciones previstas por el gobierno de Benes.

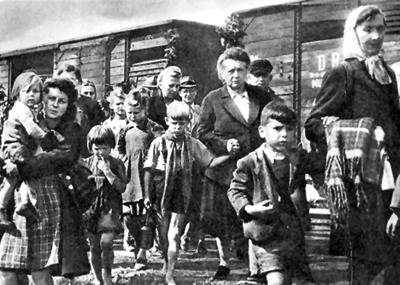
Alemanes expulsados de los Sudetes

Alrededor de 225 000 alemanes permanecieron en Checoslovaquia, de los cuales 50 000 emigraron o fueron expulsados poco después. [cita requerida]
El Acuerdo de Potsdam se refería sólo a los alemanes. Las decisiones relativas a la minoría húngara volvió al gobierno checoslovaco. El reasentamiento de cerca de 700 000 húngaros se había previsto en Košice y posteriormente reafirmado por el Frente Nacional. Budapest, sin embargo, se opuso a una transferencia unilateral. En febrero de 1946, el gobierno húngaro estuvo de acuerdo en que Checoslovaquia podría expatriar tantos húngaros como eslovacos en Hungría que desearan regresar a Checoslovaquia. Como resultado, 89 660 personas fueron trasladadas de Checoslovaquia a Hungría, y 71 787 en la dirección opuesta, en 1948. [cita requerida]
Los territorios cedidos a Polonia en 1938 y restaurados a Eslovaquia después de la invasión nazi de Polonia, de conformidad con los términos del acuerdo alemán-eslovaco de 21 de noviembre de 1939, se convirtieron en una parte del Estado checoslovaco restaurado en 1945. A la minoría polaca (100 000) se les dio plenas libertades civiles. [cita requerida]
Alrededor de 80 000 judíos checos fueron asesinados por los nazis alemanes durante la Segunda Guerra Mundial, en su mayoría en Theresienstadt. En 2006, la República Checa instituyó el Día Conmemorativo del Holocausto, en donde los nombres de los judíos checos, que fueron víctimas del Holocausto, se leyeron públicamente durante cuatro horas en Praga.[cita requerida]